# Insignia (Schiff, 1998)
Die Insignia ist ein Kreuzfahrtschiff der Reederei Oceania Cruises.

## Geschichte
Das Schiff wurde im Jahre 1998 als erstes von sechs Schiffen der R-Klasse erbaut und unter dem Namen R One für Renaissance Cruises in Dienst gestellt. Das Schiff wurde aufgrund der Insolvenz von Renaissance Cruises am 7. Oktober 2001 in Gibraltar arrestiert. Im Dezember 2001 kaufte das Unternehmen Cruiseinvest neben weiteren Schiffen der R-Klasse auch die R One. Den Namen Insignia erhielt das Schiff am 15. Juni 2003. Zwischen 2003 und 2012 war das Schiff unter diesem Namen für Oceania Cruises im Einsatz.

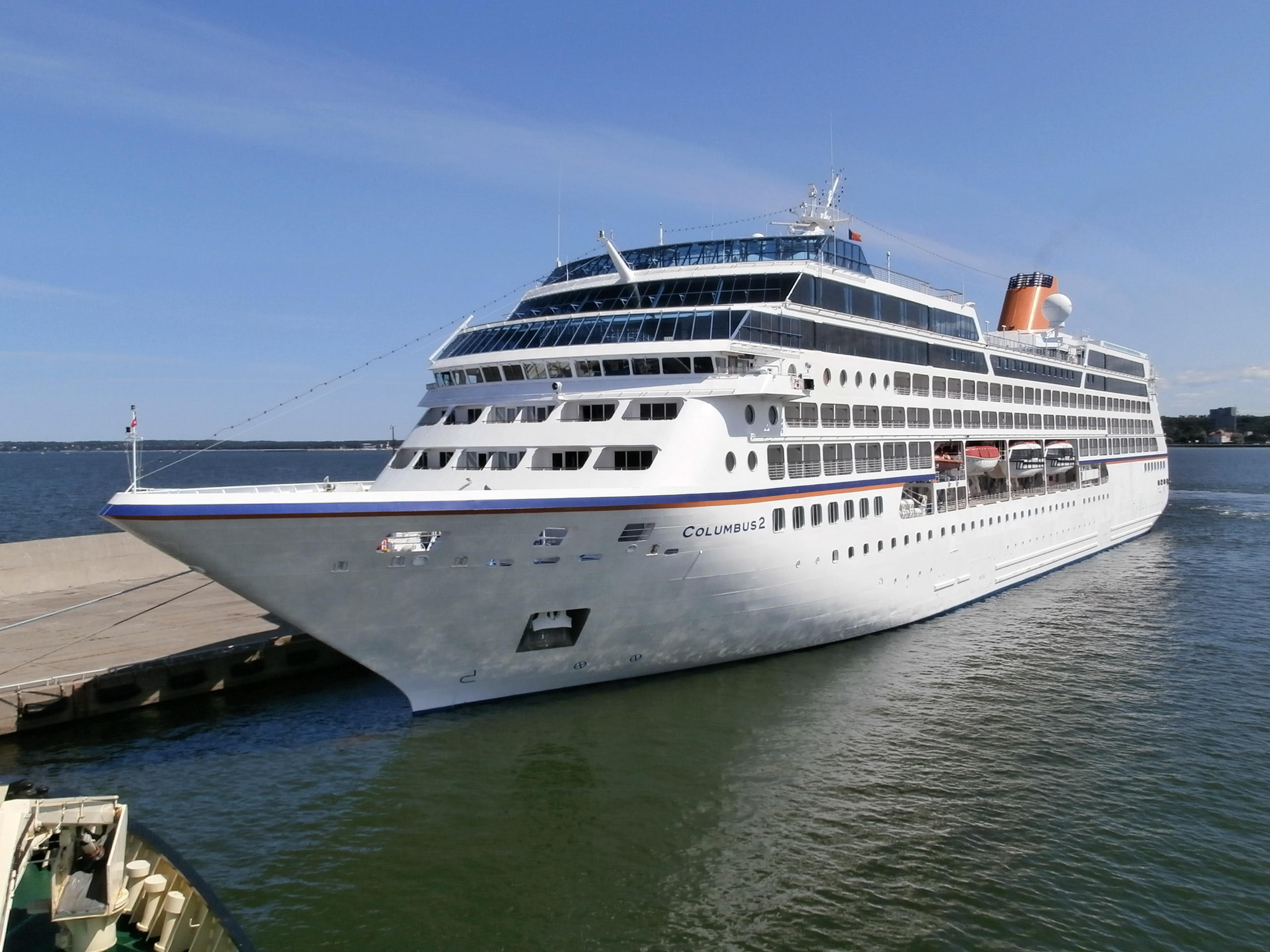
Die Columbus 2 in Tallinn (2013)

Die deutsche Reederei Hapag-Lloyd Kreuzfahrten charterte das Schiff im Frühjahr 2012 für zwei Jahre unter dem Namen Columbus 2, woraufhin das Schiff von März bis April 2012 in Barcelona umgebaut wurde.

Das Schiff wurde am 18. April 2012 in Palma auf den Namen Columbus 2 getauft und lief anschließend zur Jungfernfahrt nach Valletta aus. Im September 2012 gab die Reederei bekannt, dass der Chartervertrag nicht über das Jahr 2014 hinaus verlängert wird. Am 24. April 2014 endete die letzte Kreuzfahrt für Hapag-Lloyd in Barcelona. Seit Mai 2014 fährt das Schiff wieder für Oceania Cruises.
Anfang April 2025 wurde bekannt, dass die Luxusmarke Crescent Seas das Schiff nach der Seven Seas Navigator ab 2027 als zweites Residenzkreuzfahrtschiff mit 290 Privatwohnungen einsetzen will.

## Zwischenfall 2014
Am frühen Vormittag des 11. Dezember 2014 brach auf dem Schiff im Hafen der Karibikinsel St. Lucia ein Feuer im Maschinenraum aus; dabei kamen ein Besatzungsmitglied und zwei externe Arbeiter ums Leben. Das Schiff wurde evakuiert. Alle Reisen bis zum 15. Januar 2015 wurden abgesagt. Die Reparaturen wurden in einer Werft in San Juan (Puerto Rico) durchgeführt.
Die Weltreise startete statt am 10. Januar in Miami mit stark geändertem Programm erst am 22. März in Singapur.